# Miłobądz (województwo zachodniopomorskie)
Miłobądz – osada w Polsce położona w województwie zachodniopomorskim, w powiecie szczecineckim, w gminie Biały Bór, 1,2 km na zachód od drogi krajowej nr 20 ze Stargardu do Gdyni. Nazwa wsi pochodzi od staropolskiego imienia męskiego Miłobąd.
W Miłobądzu znajduje się odrestaurowany dworek z XIX wieku, w którym prowadzona jest dziś agroturystyka, a przy niej Stadnina Koni Karolewko (konie ras szlachetnych).
W latach 1975–1998 wieś należała do woj. koszalińskiego.
Inne miejscowości o nazwie Miłobądz: Miłobądź, Miłobądz, Mały Miłobądz, Miłobędzyn